# Besselfilter
Besselfilter är inom elektronik och signalbehandling ett filter som är designat för att ha en så optimalt linjär fasgång som möjligt. Filtret har fått sitt namn efter Friedrich Wilhelm Bessel (1784–1846), som utvecklade den matematiska teori filtret är baserat på. 
Ett Besselfilter har en branthet som understiger Butterworthfilter men i gengäld gör dess linjära fasgång att det fördröjer alla frekvenser lika mycket. 

## Överföringsfunktion
Överföringsfunktionen till ett n:te ordningens Besselfilter ges av:
{\displaystyle H(s)={\frac {\theta _{n}(0)}{\theta _{n}({\tfrac {s}{\omega _{0}}})}}}
där {\displaystyle \omega _{0}} är en frekvens vald för att ge önskad gränsfrekvens och {\displaystyle \theta _{n}} är det omvända Besselpolynomet av grad n.
De tre första ordningarnas polynom ser ut som följer:
{\displaystyle n=1;\quad s+1}

{\displaystyle n=2;\quad s^{2}+3s+3}

{\displaystyle n=3;\quad s^{3}+6s^{2}+15s+15}

Allmänt kan ett omvänt Besselpolynom skrivas:
{\displaystyle B_{n}(s)=\sum _{k=0}^{n}a_{k}s^{k}}
där koefficienterna ges av:
{\displaystyle a_{k}={\frac {(2n-k)!}{2^{n-k}k!(n-k)!}}}

## Exempel

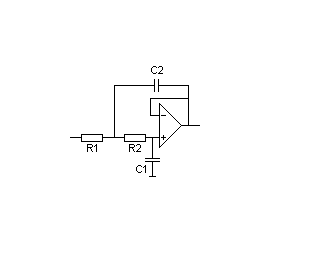
En koppling för realiserande av Besselfilter

Ett andra ordningens lågpassfilters överföringsfunktion kan allmänt skrivas:
{\displaystyle H(s)={\frac {A_{0}}{1+a_{i}s+b_{i}s^{2}}}}
där Ao är filtrets dc-förstärkning som vi normaliserar till ett (vilket är samma som att Ra är borttaget i artikeln om bikvadratiska filter).
Om vi jämför med polynomen ovan får vi att, för n=2:
{\displaystyle ai=1\ }
och 
{\displaystyle bi=1/3\ }. 
Kvalitetsfaktorn Q är allmänt:
{\displaystyle Q={\frac {\sqrt {b_{i}}}{a_{i}}}}
Kopplingen bredvid realiserar:
{\displaystyle H(s)={\frac {1}{1+w_{0}C_{1}(R_{1}+R_{2})s+w_{0}^{2}R_{1}R_{2}C_{1}C_{2}s^{2}}}}
där alltså
{\displaystyle a_{1}=w_{0}C_{1}(R1+R2)\ }
och
{\displaystyle b_{1}=w_{0}^{2}R_{1}R_{2}C_{1}C_{2}\ }
När man designar filtret så antar man lämpligtvis kondensatorerna och räknar sedan fram resistorerna.